# Natalia Siedliska
Natalia Siedliska (* 9. Dezember 1995 in Łódź) ist eine in Polen geborene deutsche Tennisspielerin, die bis 2015 für ihr Geburtsland, seither für Deutschland antritt.

## Karriere
Siedliska spielt überwiegend Turniere auf der ITF Women’s World Tennis Tour, bei denen sie bislang vier Einzel- und 22 Doppeltitel gewann.

## Turniersiege

### Einzel
| Nr. | Datum             | Turnier  | Kategorie   | Belag     | Finalgegnerin       | Ergebnis      |
| --- | ----------------- | -------- | ----------- | --------- | ------------------- | ------------- |
| 1.  | 10. November 2013 | Iraklio  | ITF $10.000 | Teppich   | Vendula Žovincová   | 6:1, 6:4      |
| 2.  | 11. Februar 2018  | Hammamet | ITF $15.000 | Sand      | Angelica Moratelli  | 3:6, 6:3, 6:3 |
| 3.  | 14. Mai 2023      | Antalya  | ITF $15.000 | Sand      | Maria Sara Popa     | 6:2, 6:2      |
| 4.  | 11. Juni 2023     | Monastir | ITF W15     | Hartplatz | Kristina Paskauskas | 6:3, 6:2      |

### Doppel
| Nr. | Datum              | Turnier      | Kategorie   | Belag           | Partnerin         | Finalgegnerinnen                                | Ergebnis          |
| --- | ------------------ | ------------ | ----------- | --------------- | ----------------- | ----------------------------------------------- | ----------------- |
| 1.  | 18. September 2011 | Porto Rafti  | ITF $10.000 | Hartplatz       | Sylwia Zagórska   | Veronika Domagala Natalia Kolat                 | 6:4, 6:0          |
| 2.  | 27. Mai 2012       | Izmir        | ITF $10.000 | Hartplatz       | Sylwia Zagórska   | Nadia Abdala Jana Sisikowa                      | 6:4, 6:3          |
| 3.  | 16. Mai 2014       | Zielona Góra | ITF $10.000 | Sand            | Natela Dsalamidse | Ana Bianca Mihăilă Swjatlana Piraschenka        | 6:4, 6:1          |
| 4.  | 25. Juli 2014      | Viserba      | ITF $10.000 | Sand            | Luisa Marie Huber | Georgia Brescia Cristiana Ferrando              | 6:3, 6:4          |
| 5.  | 2. August 2014     | Rovereto     | ITF $10.000 | Sand            | Luisa Marie Huber | Lisa Sabino Alice Savoretti                     | 6:4, 6:1          |
| 6.  | 13. November 2014  | Iraklio      | ITF $10.000 | Hartplatz       | Julia Wachaczyk   | Anita Husarić Marine Partaud                    | 6:2, 6:72, [10:6] |
| 7.  | 24. Januar 2015    | Kaarst       | ITF $10.000 | Teppich (Halle) | Mandy Wagemaker   | Carolin Daniels Nicola Geuer                    | 3:6, 6:4, [10:4]  |
| 8.  | 10. Februar 2018   | Hammamet     | ITF $15.000 | Sand            | Nora Niedmers     | Natalija Kostić Jelena Simić                    | 7:67, 0:6, [10:6] |
| 9.  | 1. April 2018      | Hammamet     | ITF $15.000 | Sand            | Nefisa Berberović | Alba Carrillo Marín Yvonne Cavalle-Reimers      | 7:65, 6:2         |
| 10. | 8. April 2018      | Hammamet     | ITF $15.000 | Sand            | Vanda Lukács      | Montserrat González Jessica Ho                  | 6:4, 7:5          |
| 11. | 14. September 2019 | Tabarka      | ITF W15     | Sand            | Anna Ureke        | Nadia Echeverría Alam Anna Popescu              | 7:67, 1:6, [10:8] |
| 12. | 21. September 2019 | Tabarka      | ITF W15     | Sand            | Noelia Zeballos   | Martina Colmegna Maria Fernanda Herazo Gonzalez | 7:5, 6:1          |
| 13. | 26. Juni 2021      | L’Aquila     | ITF W15     | Sand            | Tamara Čurović    | Michaela Bayerlová Emily Seibold                | 6:2, 6:3          |
| 14. | 21. August 2021    | Erwitte      | ITF W15     | Sand            | Katharina Hering  | Carolina Kuhl Angelina Wirges                   | 6:1, 7:5          |
| 15. | 11. März 2023      | Antalya      | ITF W15     | Sand            | Ana Candiotto     | Wiktorija Dema Sevil Yoʻldosheva                | 6:3, 7:5          |
| 16. | 15. April 2023     | Antalya      | ITF W15     | Sand            | Katharina Hering  | Kateryna Diatlova Stefana Lazar                 | 6:2, 7:5          |
| 17. | 22. April 2023     | Antalya      | ITF W15     | Sand            | Katharina Hering  | Basak Eraydin Sonya Zhiyenbayeva                | 6:3, 6:2          |
| 18. | 13. Mai 2023       | Antalya      | ITF W15     | Sand            | Doğa Türkmen      | Anastassija Kowaljowa Anastasiia Sergienko      | 6:2, 6:2          |
| 19. | 10. Juni 2023      | Monastir     | ITF W15     | Hartplatz       | Julita Saner      | Alyssa Reguer Beatrice Stagno                   | 6:4, 6:2          |
| 20. | 19. August 2023    | Arequipa     | ITF W40     | Sand            | Noelia Zeballos   | Ana Candiotto Anastasia Iamachkine              | 5:7, 6:2, [10:8]  |
| 21. | 20. April 2024     | Antalya      | ITF W15     | Sand            | Chantal Sauvant   | Giuliana Bestetti Beatrice Stagno               | 6:0, 6:0          |
| 22. | 27. April 2024     | Antalya      | ITF W15     | Sand            | Radka Zelníčková  | Aya El Aouni Alina Granwehr                     | 6:2, 6:2          |